# Lazaros Christodoulopoulos
Lazaros Christodoulopoulos (în greacă Λάζαρος Χριστοδουλόπουλος; n. 19 decembrie 1986) este un fotbalist grec care evoluează la clubul AEK Atena și la echipa națională de fotbal a Greciei.

## Goluri internaționale
| #  | Date         | Stadion                        | Oponent  | Scor | Rezultat | Competiția                                             |
| -- | ------------ | ------------------------------ | -------- | ---- | -------- | ------------------------------------------------------ |
| 1. | 7 iunie 2013 | LFF Stadium, Vilnius, Lituania | Lituania | 0–1  | 0–1      | Calificările pentru Campionatul Mondial de Fotbal 2014 |

## Palmares

### Panathinaikos
- Superliga Greacă: 2009–10
- Cupa Greciei: 2010

## Statistici carieră

### Club
La 12 mai 2014.
| Club          | Sezon         | Campionat | Campionat | Cupă    | Cupă   | Continental | Continental | Altele  | Altele | Total   | Total  |
| Club          | Sezon         | Meciuri   | Goluri    | Meciuri | Goluri | Meciuri     | Goluri      | Meciuri | Goluri | Meciuri | Goluri |
| ------------- | ------------- | --------- | --------- | ------- | ------ | ----------- | ----------- | ------- | ------ | ------- | ------ |
| PAOK          | 2004–05       | 1         | 0         | –       | –      | -           | -           | –       | –      | 1       | 0      |
| PAOK          | 2005–06       | 24        | 3         | 1       | 0      | -           | -           | –       | –      | 25      | 3      |
| PAOK          | 2006–07       | 7         | 2         | 1       | 0      | –           | –           | –       | –      | 8       | 2      |
| PAOK          | 2007–08       | 25        | 3         | 2       | 1      | -           | -           | –       | –      | 27      | 4      |
| PAOK          | Total         | 57        | 8         | 4       | 1      | -           | -           | –       | –      | 61      | 9      |
| Panathinaikos | 2008–09       | 19        | 3         | 4       | 3      | 5           | 0           | –       | –      | 28      | 6      |
| Panathinaikos | 2009–10       | 16        | 1         | 2       | 0      | 9           | 1           | –       | –      | 27      | 2      |
| Panathinaikos | 2010–11       | 26        | 5         | 4       | 2      | 4           | 0           | -       | -      | 34      | 7      |
| Panathinaikos | 2011–12       | 17        | 3         | -       | -      | -           | -           | –       | –      | 17      | 3      |
| Panathinaikos | 2012–13       | 11        | 3         | 1       | 0      | 9           | 2           | –       | –      | 21      | 5      |
| Panathinaikos | Total         | 89        | 15        | 11      | 5      | 27          | 3           | -       | -      | 127     | 23     |
| Bologna       | 2012–13       | 12        | 1         | 0       | 0      | -           | -           | –       | –      | 12      | 1      |
| Bologna       | 2013–14       | 27        | 2         | 2       | 0      | -           | -           | –       | –      | 29      | 2      |
| Bologna       | Total         | 39        | 3         | 2       | 0      | -           | -           | –       | –      | 41      | 3      |
| Total carieră | Total carieră | 184       | 26        | 17      | 6      | 27          | 3           | -       | -      | 228     | 35     |